# Haiducii
Paula Monica Mitrache (Boekarest, 14 juni 1977), beter bekend onder haar artiestennaam Haiducii, is een Roemeense zangeres. Haiducii zingt in het Engels, Roemeens en Russisch.

## Biografie
Mitrache werd geboren in Boekarest als dochter van een ingenieur en een kinderarts. In 1991 eindigde ze op de tweede plek bij de Miss Bucuresti-verkiezing. Na de verkiezing besloot ze om te gaan zingen en een jaar later stond ze met twee composities op het Mamaia Festival. Tot 1995 hield ze zich vooral bezig met countrymuziek. Datzelfde jaar verhuisde ze naar Italië met haar, van origine Italiaanse, man.

## Rechtszaak
In 2005 spande O-Zone een rechtszaak aan tegen Haiducii wegens auteursrechtenschending. Ze had namelijk geen toestemming om hun lied Dragostea din tei op te nemen en uit te brengen. Haiducii verloor uiteindelijk en moest een schadevergoeding betalen.

## Discografie

### Singles
- Bibliothèque nationale de France: cb146407475 (data)
- Gemeinsame Normdatei: 135370612
- International Standard Name Identifier: 0000 0000 7844 9423
- MusicBrainz: f345a1b1-80dc-433d-a2e5-5422782e3147
- Nationale Bibliotheek van Tsjechië: xx0116431
- Virtual International Authority File: 76573634
- WorldCat: E39PBJckQ7TVRVMBy6FBv3BMfq